# ラプラスの悪魔
ラプラスの悪魔（ラプラスのあくま、英: Laplace's demon）とは、主に近世・近代の物理学分野で、因果律に基づいて未来の決定性を論じる時に仮想された超越的存在の概念。「ある時点において作用している全ての力学的・物理的な状態を完全に把握・解析する能力を持つがゆえに、未来を含む宇宙の全運動までも確定的に知りえる」という超人間的知性のこと。フランスの数学者、ピエール＝シモン・ラプラスによって提唱された。ラプラスの魔物あるいはラプラスの魔とも呼ばれる。

## 概要
学問の発達により、近世・近代には様々な自然現象がニュートン力学（古典物理学）で説明できるようになった。現象のメカニズムが知られると同時に、「原因によって結果は一義的に導かれる」という因果律や、「全ての出来事はそれ以前の出来事のみによって決定される」といった決定論の考えを抱く研究者も現れるようになった。その一人が、18世紀の数学者で天文物理学者でもあったピエール＝シモン・ラプラスである。彼の持つ世界観は、あらゆる事象が原因と結果の因果律で結ばれるなら、現時点の出来事（原因）に基づいて未来（結果）もまた確定的に決定されるという「因果的決定論」とでも言うべきものである。

### 主張の内容
ラプラスは自著において以下のような主張をした。
つまり、世界に存在する全物質の位置と運動量を知ることができるような知性が存在すると仮定すれば、その存在は、古典物理学を用いれば、これらの原子の時間発展を計算することができるだろうから、その先の世界がどのようになるかを完全に知ることができるだろう、と考えた。この架空の超越的な存在の概念を、ラプラス自身はただ「知性」と呼んでいたのだが、後にそれをエミール・デュ・ボア＝レーモンが「ラプラスの霊（Laplacescher Geist）」と呼び、その後広く伝わっていく内に「ラプラスの悪魔（Laplacescher Dämon）」という名前が定着することとなった。
この概念・パラダイムは、未来は現在の状態によって既に決まっているだろうと想定する「決定論」の概念を論じる時に、ある種のセンセーショナルなイメージとして頻繁に引き合いに出された。
ラプラスの死後、20世紀に入って量子論が台頭してくると、古典物理学では説明できない矛盾した現象が知られるようになり、ラプラスの悪魔という概念も既に古いもの、とされることが多くなった。

## 背景
「全てを知っており、未来も予見している知性」については、遙か昔から人類は意識しており、通常それは「神」と呼ばれている。「全知の神」と形容されることもある。そのような存在については、様々な文化において考察されてきた歴史があるが、ヨーロッパの学問の伝統においては、特にキリスト教神学やスコラ学が行っていた。デュ・ボワ＝レーモンはそのような学問の伝統を意識しつつ、あえて「神」という語を「霊」という言葉に置き換えて表現している。

## ラプラスの悪魔に対する反論
反論において誤解されやすい点として、ラプラスの悪魔の否定は直ちに決定論の否定や、自由意志の肯定を意味しない。あくまでラプラスの悪魔が前提としているのは「予測可能性」であり、決定論を前提としているものの、決定論は予測可能性を前提としないためである。
例として、何らかの理由で「計算が現実的に不可能だから」というのは予測可能性を否定するが、人間に知り得ない形で世界が決定されていると考えることで、決定論そのものは否定しない。

### 無限後退による反論
ラプラスの悪魔を宇宙の一部とし、ある種のコンピューターとして考える。
未来を予測するには全ての情報をもつコンピューターを必要とする。さらにそのコンピューターの状態を含めて未来を予測するには別のコンピューターを必要とし、さらにそれら全てを予測するには別のコンピューターが必要となり…と自己言及による無限後退を起こす。
別の例として、「ラプラスの悪魔が提示した未来と反する行動を意図的に人間が行う」という場合も自己言及によるパラドックスであると考えられる。「今夜何をするか」をラプラスの悪魔が予測するとして、(1)テレビを見る、(2)ラジオを聞くという二通りがあるとする。ラプラスの悪魔が1と予測すれば、人間が2を意図的に選ぶことでラプラスの悪魔は破綻することになる。
本質的に、双方とも「世界を予測すること」自体が世界を変えてしまうことで無限後退を引き起こしている。これは簡単な説明としてしばしば用いられるが、厳密なラプラスの悪魔を「予測する世界の一部でない知性」（例えば異なる宇宙からこの世界に干渉せず、一方的に観測している場合）として定義すればこの説明は適用できず、あくまでラプラスの悪魔が存在している世界に対する予測可能性を否定しているに過ぎない。

### 自然の斉一性を巡る観点からの反論
現代の物理学は一般的に、最先端の量子力学も含め、自然界の運動や現象は全てなんらかの画一的な法則に寸分の狂いなく従っているという仮定に立脚する。しかし自然の斉一性に関する哲学議論はこれを無条件に承認せず、より慎重に議論の対象として扱う。
ある一定の法則に万物が斉一的に支配されている場合、ラプラスの悪魔は成立する。しかし、なんらかの法則に従わない対象が確認された場合、ラプラスの悪魔は成り立たない。
全知全能であることがその性質として定義されるゼウスなど一部の神話における神のイメージとは異なり、ラプラスの悪魔の例えで期待される予測可能範囲は、科学法則に基づいて運動する事物に限られることを前提にしているためである。

### 学術的観点からの反論

#### カオス理論
決定論が成立する場合でも、カオス理論によると、初期条件の微妙な差異により時間が経つにつれ大きな違いが生じる場合がある。そのためカオス理論はラプラスの悪魔に対する反証として挙げられる場合がある。これは現実的には未来が予測不可能であることを説明するが、理想的なラプラスの悪魔は全ての条件が無限の精度で知られていることを前提としているので、初期条件の不確かさは存在しない。

#### 量子力学
ラプラスの悪魔が前提としている決定論は、量子力学の標準的なコペンハーゲン解釈とは両立しない。ただ量子力学の解釈には決定論的なものもある (多世界解釈やド・ブロイ＝ボーム解釈など) 。

### 情報量の有限性による反論
カオス理論の影響を排除するため、ラプラスの悪魔は情報を無限の精度で持つことを前提とし、すなわち予測対象の宇宙と同じ量の情報を格納することを必要とする。
しかし、ベッケンシュタイン境界などの物理学的な概念によると、有限な空間とエネルギーにおいては格納できる情報量も有限である。これは宇宙が自らをシミュレートするための情報量を内包できないことを意味するため、無限後退による反論と同じく、自らの世界を予測対象とするラプラスの悪魔は存在しないことを示す。